# Vireo olivaceus
Vireo olivaceus là một loài chim trong họ Vireonidae.
Loài này sinh sản ở các xứ có nhiều cây mở ở khắp Canada, tây bắc và đông Hoa Kỳ.